# فتح قرطاج
معركة قرطاج  هي معركة وقعت في 74 هـ / 698م بين الدولة الأموية والإمبراطورية البيزنطية في مدينة قرطاج في إفريقية (اليوم تونس). انتهت المعركة بفوز الأمويين الذي استردوا المدينة من البيزنطيين الذين بدورهم كانوا قد استردوها قبل ذلك بوقت قصير من الأمويين أيضا.

## السياق التاريخي
في 695، الخلافة الأموية فتحت قرطاج. الإمبراطور البيزنطي آنذاك ليونتيوس بعث أسطول حربي بقيادة يوحنا الأرستقراطي والدرنجار تبريوس الثالث. تم الاستيلاء على المدينة، وانسحب الأمويون وتجمعوا في القيروان. حسان بن النعمان والي إفريقية قرر القيام بعملية لاسترداد المدينة في ربيع 698. جمع جيش قوامه 000 40 شخص. البيزنطيون طلبوا مساعدة من الأمازيغ، ولكن أيضا من مملكة القوط الغربيين وإمبراطورية الفرنجة. كان البيزنطيون يعانون من نقص في المواد والمؤونات وذلك إلى جانب الصراعات الداخلية التي تعاني منها الإمبراطورية. ملك القوط الغربيين غيطشة، أرسل فرقة ب500 رجل للمساعدة في حماية المدينة. حسان بن نعمان كان غاضبا من عدم استطاعته مقاومته عن المدينة أمام الغزو البيزنطي، اشترط على البيزنطيين إما الاستسلام أو الموت. الملك البيزنطي ليونتيوس اشترط على جنوده بدوره إما الفوز أو الموت.

## المعركة
بعد عدة هجومات نتيجتها الفشل، قرر البيزنطيون التحصن داخل أسوار المدينة، التي يحيط بها الماء أملين أين يسأم الأمويون. لكن حسان بن نعمان أمر جيشه بالقيام بعدة هجومات متتالية باستعمال السلالم. الأمويون نسقوا وجمعوا بين هجوماتهم البرية والبحرية، بهدف إخافة يوحنا الأرستقراطي وتبريوس الثالث أنهم محاصرين. في النهاية استطاع الأمويون كسر دفاع البيزنطيين، الذين قاموا بدورهم بتدمير أجزاء كبيرة من المدينة.

## النتائج
انسحب البيزنطيون إلى كل من كورسيكا وصقلية وكريت. يوحنا الأرستقراطي تم اغتياله بعد ذلك بمدة لا بأس بها بعد مؤامرة حاكها له تبريوس الثالث. هذا الأخير فضل عدم العودة لمحاربة الأمويين وذهب إلى القسطنطينية، أين حكمها بعد أن قام بتمرد على السلطة.
آخر مكان قوي بقي تحت البيزنطيين في أفريقيا أصبح بعد سقوط قرطاج هو سبتة. حسان بن نعمان قام كذلك بمحاربة الزناتة المتجمعين حول ديهيا أو الكاهنة. عندما وجد صعوبة، رجع إلى المرج القديمة، ولكن عاد وانتصر عليهم بعد إرسال تعزيزات من الخليفة آنذاك عبد الملك بن مروان. انتصر على الكاهنة قرب مدينة طبرقة الحالية. أرسل رأسها للخليفة عبد الملك في 702.

قام حسان بن نعمان بعد ذلك بتطوير مدينة تونس، قرب قرطاج. استبدل بعد ذلك بموسى بن نصير في حوالي 705. هذا الأخير أنهى استعادة الهدوء لشمال أفريقيا، ولكن لم يستطع استرجاع سبتة.

## مقالات ذات صلة
- الفتح الإسلامي لتونس
- الحروب الإسلامية البيزنطية